# Sci alpino ai XII Giochi olimpici invernali
Le gare di sci alpino ai XII Giochi olimpici invernali di Innsbruck 1976 si disputarono da 5 al 14 febbraio sulle piste di Axams e Igls; il programma incluse gare di discesa libera, slalom gigante e slalom speciale, sia maschili sia femminili, valide anche ai fini dei Campionati mondiali di sci alpino 1976. Le due gare di combinata assegnarono solo le medaglie valevoli per i campionati mondiali.

## Risultati

### Uomini

#### Discesa libera
| Pos. | Atleta         | Nazione     | Tempo   |
| ---- | -------------- | ----------- | ------- |
| 1    | Franz Klammer  | Austria     | 1:45,73 |
| 2    | Bernhard Russi | Svizzera    | 1:46,06 |
| 3    | Herbert Plank  | Italia      | 1:46,59 |
| 4    | Philippe Roux  | Svizzera    | 1:46,69 |
| 5    | Ken Read       | Canada      | 1:46,83 |
| 6    | Andy Mill      | Stati Uniti | 1:47,06 |
| 7    | Walter Tresch  | Svizzera    | 1:47,29 |
| 8    | Dave Irwin     | Canada      | 1:47,41 |
| 9    | Josef Walcher  | Austria     | 1:47,45 |
| 10   | Jim Hunter     | Canada      | 1:47,52 |

#### Slalom gigante
| Pos. | Atleta             | Nazione        | Tempo   |
| ---- | ------------------ | -------------- | ------- |
| 1    | Heini Hemmi        | Svizzera       | 3:26,97 |
| 2    | Ernst Good         | Svizzera       | 3:27,17 |
| 3    | Ingemar Stenmark   | Svezia         | 3:27,41 |
| 4    | Gustav Thöni       | Italia         | 3:27,67 |
| 5    | Phil Mahre         | Stati Uniti    | 3:28,20 |
| 6    | Engelhard Pargätzi | Svizzera       | 3:28,76 |
| 7    | Fausto Radici      | Italia         | 3:30,09 |
| 8    | Franco Bieler      | Italia         | 3:30,24 |
| 9    | Greg Jones         | Stati Uniti    | 3:31,77 |
| 10   | Albert Burger      | Germania Ovest | 3:32,68 |

#### Slalom speciale
| Pos. | Atleta                    | Nazione        | Tempo   |
| ---- | ------------------------- | -------------- | ------- |
| 1    | Piero Gros                | Italia         | 2:03,29 |
| 2    | Gustav Thöni              | Italia         | 2:03,73 |
| 3    | Willi Frommelt            | Liechtenstein  | 2:04,28 |
| 4    | Walter Tresch             | Svizzera       | 2:05,26 |
| 5    | Christian Neureuther      | Germania Ovest | 2:06,56 |
| 6    | Wolfgang Junginger        | Germania Ovest | 2:07,08 |
| 7    | Alois Morgenstern         | Austria        | 2:07,18 |
| 8    | Peter Lüscher             | Svizzera       | 2:08,10 |
| 9    | Francisco Fernández Ochoa | Spagna         | 2:08,35 |
| 10   | Andreas Wenzel            | Liechtenstein  | 2:08,73 |

### Donne

#### Discesa libera
| Pos. | Atleta                | Nazione        | Tempo   |
| ---- | --------------------- | -------------- | ------- |
| 1    | Rosi Mittermaier      | Germania Ovest | 1:46,16 |
| 2    | Brigitte Totschnig    | Austria        | 1:46,68 |
| 3    | Cindy Nelson          | Stati Uniti    | 1:47,50 |
| 4    | Nicola Spieß          | Austria        | 1:47,71 |
| 5    | Danièle Debernard     | Francia        | 1:48,48 |
| 6    | Jacqueline Rouvier    | Francia        | 1:48,58 |
| 7    | Bernadette Zurbriggen | Svizzera       | 1:48,62 |
| 8    | Marlies Oberholzer    | Svizzera       | 1:48,68 |
| 9    | Monika Kaserer        | Austria        | 1:48,81 |
| 10   | Irene Epple           | Germania Ovest | 1:48,91 |

#### Slalom gigante
| Pos. | Atleta             | Nazione        | Tempo   |
| ---- | ------------------ | -------------- | ------- |
| 1    | Kathy Kreiner      | Canada         | 1:29,13 |
| 2    | Rosi Mittermaier   | Germania Ovest | 1:29,25 |
| 3    | Danièle Debernard  | Francia        | 1:29,95 |
| 4    | Lise-Marie Morerod | Svizzera       | 1:30,40 |
| 5    | Marie-Theres Nadig | Svizzera       | 1:30,44 |
| 6    | Monika Kaserer     | Austria        | 1:30,49 |
| 7    | Wilma Gatta        | Italia         | 1:30,51 |
| 8    | Evi Mittermaier    | Germania Ovest | 1:30,64 |
| 9    | Dagmar Kuzmanová   | Cecoslovacchia | 1:30,69 |
| 10   | Jacqueline Rouvier | Francia        | 1:30,79 |

#### Slalom speciale
| Pos. | Atleta              | Nazione        | Tempo   |
| ---- | ------------------- | -------------- | ------- |
| 1    | Rosi Mittermaier    | Germania Ovest | 1:30,54 |
| 2    | Claudia Giordani    | Italia         | 1:30,87 |
| 3    | Hanni Wenzel        | Liechtenstein  | 1:32,20 |
| 4    | Danièle Debernard   | Francia        | 1:32,24 |
| 5    | Pamela Behr         | Germania Ovest | 1:32,31 |
| 6    | Lindy Cochran       | Stati Uniti    | 1:33,24 |
| 7    | Christa Zechmeister | Germania Ovest | 1:33,72 |
| 8    | Wanda Bieler        | Italia         | 1:35,66 |
| 9    | Dagmar Kuzmanová    | Cecoslovacchia | 1:35,70 |
| 10   | Mary Seaton         | Stati Uniti    | 1:35,87 |

## Medagliere per nazioni

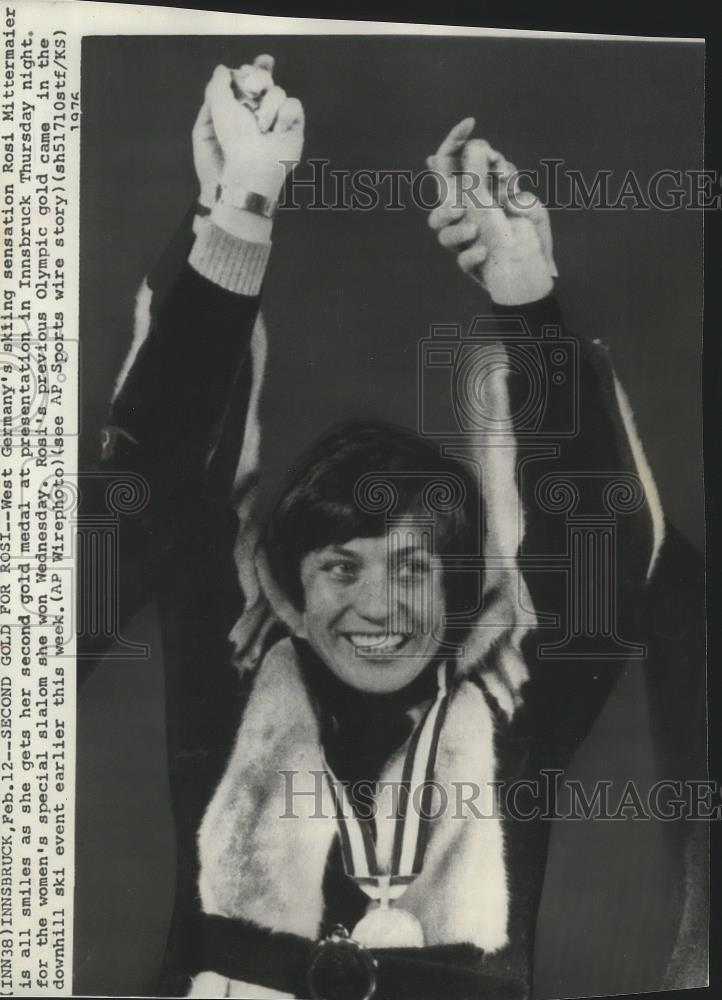
Rosi Mittermaier con la medaglia d'oro vinta nello slalom speciale: complessivamente la sciatrice tedesca conquistò una medaglia olimpica in ognuna delle tre specialità previste (due ori e un argento)

| Pos. | Nazione        | Oro | Argento | Bronzo | Totale |
| ---- | -------------- | --- | ------- | ------ | ------ |
| 1    | Germania Ovest | 2   | 1       | 0      | 3      |
| 2    | Italia         | 1   | 2       | 1      | 4      |
| 3    | Svizzera       | 1   | 2       | 0      | 3      |
| 4    | Austria        | 1   | 1       | 0      | 2      |
| 5    | Canada         | 1   | 0       | 0      | 1      |
| 6    | Liechtenstein  | 0   | 0       | 2      | 2      |
| 7    | Francia        | 0   | 0       | 1      | 1      |
| 7    | Stati Uniti    | 0   | 0       | 1      | 1      |
| 7    | Svezia         | 0   | 0       | 1      | 1      |